# 道の駅太良
道の駅太良（みちのえき たら）は、佐賀県藤津郡太良町にある国道207号の道の駅である。

## 概要
2007年4月27日に開駅した。
年間およそ30万人が来場し、2012年度の売上高は約4億円であった 。
2013年10月28日に中核施設「たらふく館
」の店舗が火災に遭い全焼した  。
道の駅太良は太良町と鹿島市との境界附近にある上、鹿島市にも道の駅鹿島が同じ国道207号沿いに存在する。そのため、国道を経由した場合には数km走っただけで次の道の駅に到達できる。

## 施設
- 駐車場
  - 普通車 - 175台
  - 大型車 - 14台
  - 身体障がい者用 - 9台
- トイレ
  - 男 - 6器
  - 女 - 4器
  - 身体障がい者用 - 1器
- 直売所 - たらふく館・たらふく館別館
- レストラン - 9:00 ～ 18:00

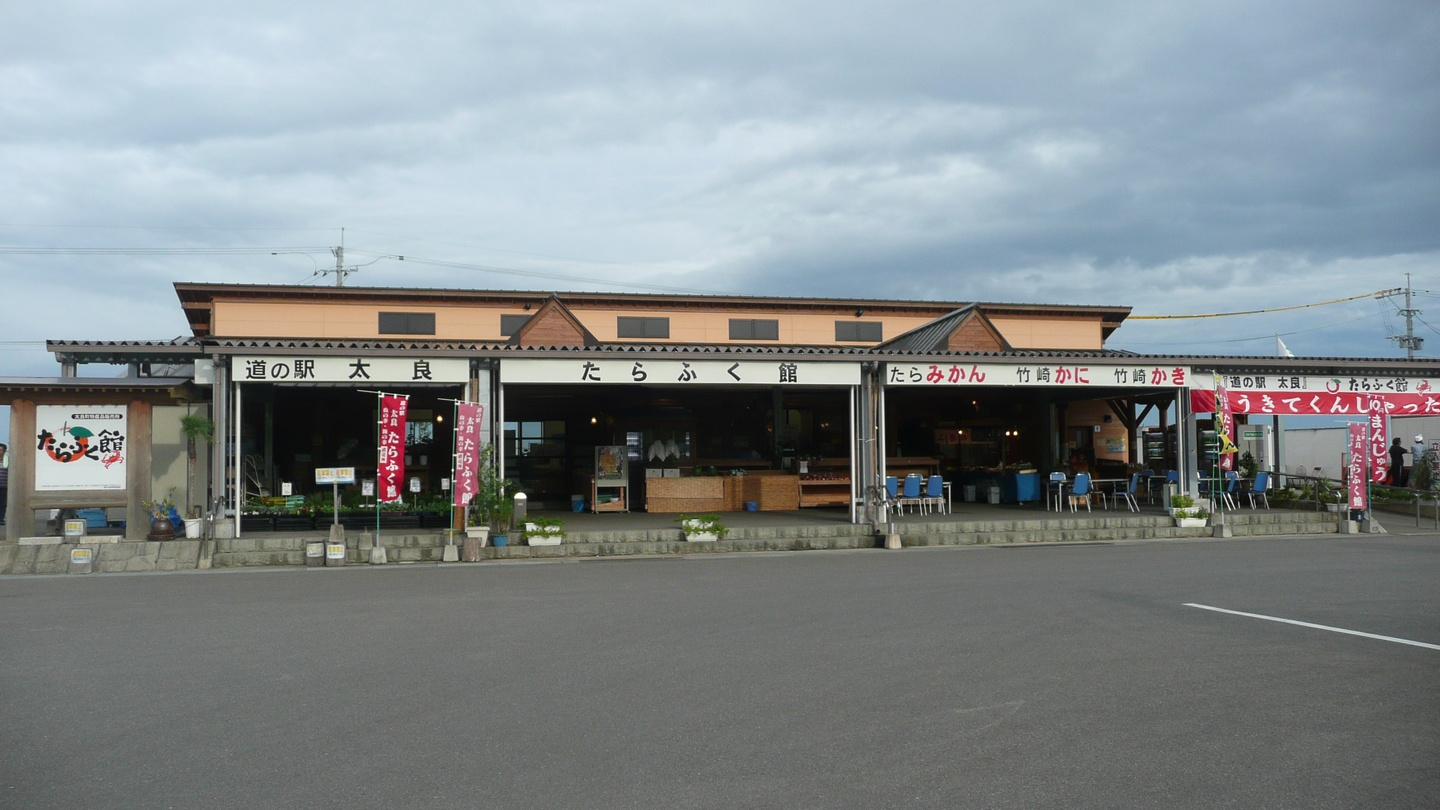
たらふく館
（2008年撮影、2013年10月28日焼失）

- 調理実習加工室 - 8:30 ～ 22:00 - 要予約
- 展望ひろば
- 岳の新太郎像[3]

## 休館日
- 1月1日 ～ 1月3日 - 観光案内所
- 1月1日 ～ 1月2日 - たらふく館・たらふく館別館

## アクセス
- 国道207号 - 登録路線

## 周辺
- JR長崎本線 肥前飯田駅 多良駅
- 白浜海水浴場[4]
  - 開設期間 - 7月13日 ～ 8月27日
  - 利用時間 - 9時00分 ～ 17時00分
  - 施設使用料 - 冷水シャワー 3分 ¥100円
- たら竹崎温泉